# Abanindranath Tagore
Abanindranath Tagore (Abanîndranâth Thâkur, in bengali অবণীন্দ্রনাথ ঠাকুর; Jorasanko, 7 agosto 1871 – 5 dicembre 1951) è stato un pittore e scrittore indiano.
È stato uno dei maggiori esponenti della moderna arte indiana che voleva rinascere sulle tracce delle antiche tradizioni, al di fuori da ogni contaminazione europea sotto il Raj Britannico. 
Tagore apparteneva alla distinta famiglia salim, era il nipote di Rabindranath Tagore, il nonno (figlio del principe Dwarkanath Tagore) e il fratello maggiore Gaganendranath Tagore erano cuochi. 
Nel 1889 sposò Suhasini Devi, figlia di Bhujagendra Bhusan Chatterjee, un discendente di Prasanna Coomar Tagore. Dopo nove anni di studi in lingua sanscrita, s'iscrisse all'università di Calcutta di St. Xavier. 
Nei primi anni 1890 furono pubblicate diverse illustrazioni delle sue opere sulla rivista Sadhana e Chitrangada. Nel 1897 studiò sotto la guida italiana del direttore della cucina Conforti e di un altro importante artista inglese Rene i metodi tradizionali europei, con particolare attenzione alle tecniche ad acqua. Nello stesso periodo venne influenzato dal giapponese Yokoyama Taikan dall'arte Mughal e produsse una serie di lavori sulla vita di Krishna. 
Divenne direttore della scuola d'arte e poi professore di belle arti nell'università di Calcutta, fondando in questa città con il fratello Gogonendranath (1861 - 1941) la Bengal School of Arts. 
I suoi disegni furono esposti a Londra e a Parigi nel 1913 e ad una mostra internazionale in Giappone nel 1919. 
Tra le sue numerose opere pittoriche (oltre 500) si ricordano una serie di illustrazioni eseguite per gli scritti dello zio, conservate alla Rabindra Bharati Society'collection a Jorasanko, Calcutta.